# Geyerschloss

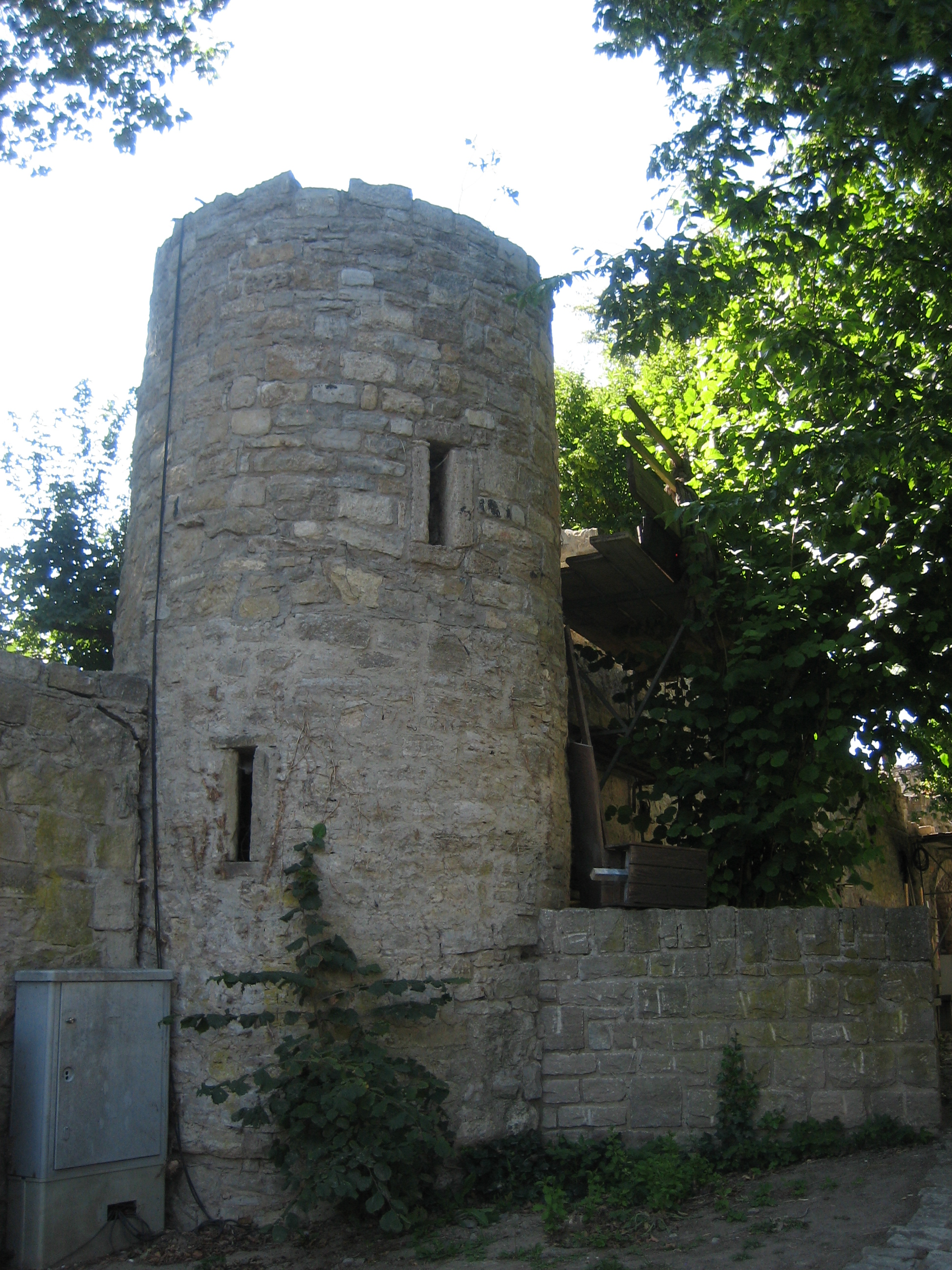
Geyerschloss in Giebelstadt

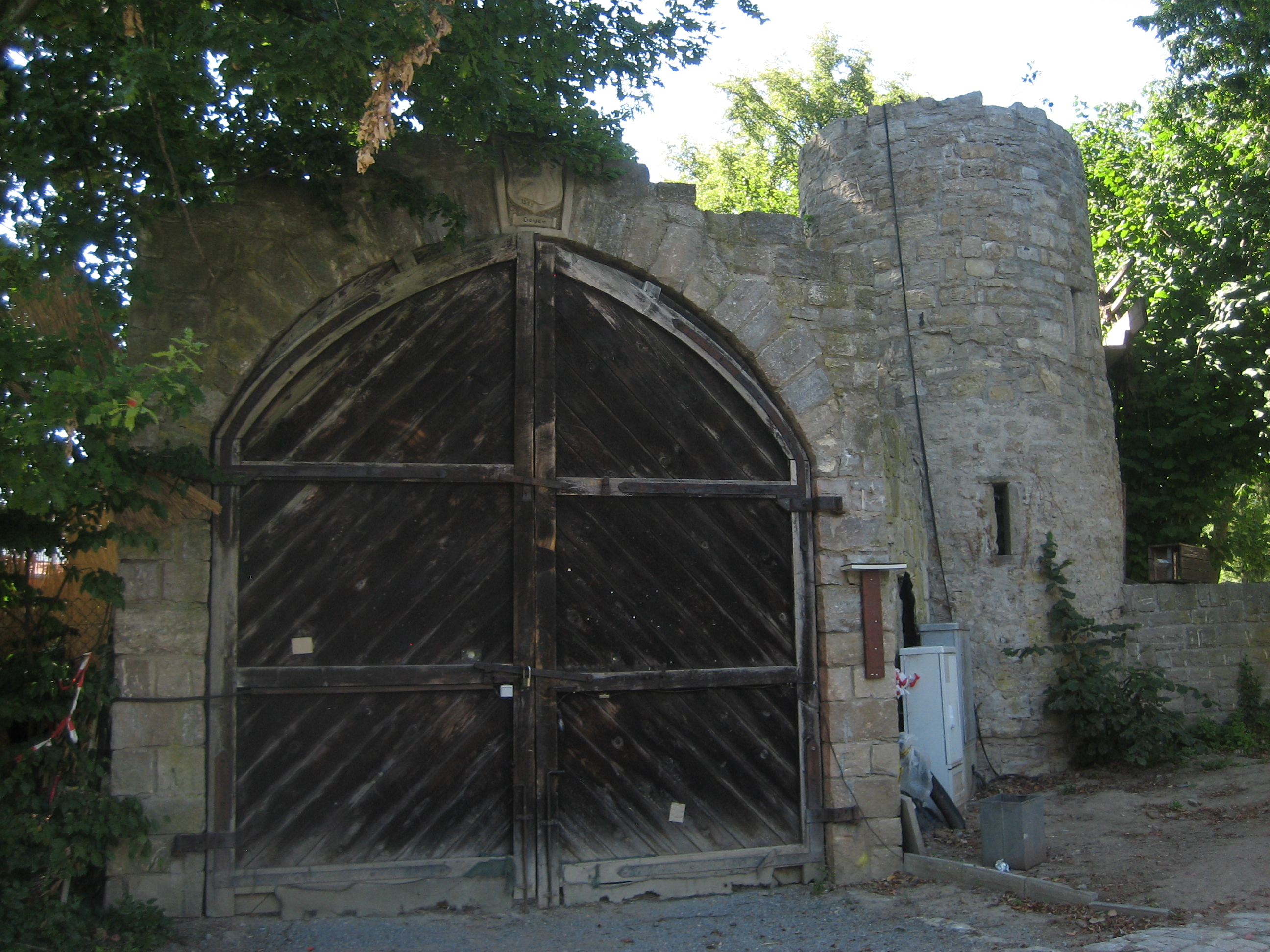
Portal

Das Geyerschloss in Giebelstadt, einer Marktgemeinde im unterfränkischen Landkreis Würzburg in Bayern, wurde ursprünglich im 14. Jahrhundert errichtet. Das Wasserschloss mit der Adresse Am Geyerschloß 7 ist ein geschütztes Baudenkmal.

## Geschichte
Ein „Gier von Gibelstat“ aus der Familie Geyer von Giebelstadt baute am südlichen Rand des Dorfes diese Burg. Die dreiflügelige Anlage mit Rundtürmen an den Ecken besaß einen tiefen Wassergraben, über den eine Zugbrücke führte. Im Herbst des Jahres 1441 wurde das Geyerschloss von den Rothenburgern als Strafaktion für die Einfälle der Geyer in Rothenburger Gebiet zerstört. Danach errichtete man es als dreiflügeliges Renaissance-Wasserschloss wieder. Ein späterer Besitzer war Florian Geyer, der im Bauernkrieg den Tauberhaufen anführte. 
Heinrich Wolfgang von Geyer wurde 1685 von Kaiser Leopold I. in den Grafenstand erhoben. Mit ihm starb das Geschlecht der Geyer von Giebelstadt im Jahr 1708 aus. Das Schloss fiel anschließend an den Markgrafen Wilhelm Friedrich von Ansbach-Brandenburg. Gottfried Ludwig Zobel erwarb im Jahre 1746 das Schloss. Aus dem Besitz der Landwirte Heiner (1784), Keller und Müller (1820) übernahm 1861 die Gemeinde Giebelstadt das Geyerschloss, dessen nördlicher Flügel bereits eingestürzt war. Das Schloss verfiel und diente als Steinbruch. Erst im Jahr 1925, als auf dem Gelände die Freilichtbühne für die Florian-Geyer-Spiele entstand, wurden die Reste der Anlage geschützt. Die Ruine wurde im Zweiten Weltkrieg durch einen Luftangriff auf Giebelstadt zerstört und anschließend wieder aufgebaut.
Die Ruine diente von 1925 bis 1938 und ab 1980 wieder als Kulisse für die jährlich stattfindenden Florian-Geyer-Spiele.